# Ahmad Esmat Abd al Meguid
Ahmed Asmat Abdel-Meguid (árabe: أحمد عصمت عبد المجيد), nasceu no ano de 1923, foi um diplomata egípcio. Durante os anos de 1984 e 1991 foi ministro do Exterior do Egito. Assumiu o cargo de Secretário Geral da Liga Árabe em 1991, permanecendo no cargo até 2001.
Doutor em direito internacional pela Universidade de Paris, se tornou o representante do Egito nas Nações Unidas em 1972. Ocupou a cadeira até 1983, ano em que assumiu o minísterio do Exterior.
Morreu no Cairo em 21 de dezembro de 2013, aos 90 anos.